# Saint-Sauveur-d’Émalleville
Saint-Sauveur-d’Émalleville – miejscowość i gmina we Francji, w regionie Normandia, w departamencie Sekwana Nadmorska.
Według danych na rok 1990 gminę zamieszkiwały 862 osoby, a gęstość zaludnienia wynosiła 115 osób/km² (wśród 1421 gmin Górnej Normandii Saint-Sauveur-d’Émalleville plasuje się na 279. miejscu pod względem liczby ludności, natomiast pod względem powierzchni na miejscu 499.).